# 36. Internationale Sechstagefahrt
Die 36. Internationale Sechstagefahrt war ein Motorrad-Geländesportwettbewerb, der vom 2. bis 7. Oktober 1961 im walisischen Llandrindod Wells sowie der näheren Umgebung stattfand. Die Nationalmannschaft der BRD konnte zum dritten Mal die World Trophy gewinnen. Die Silbervase ging zum neunten Mal an die Tschechoslowakei.

## Wettkampf

### Organisation
Die Veranstaltung fand bereits zum siebten Mal in Llandrindod Wells statt, nachdem bereits die 15. (1933), 19. (1937), 20. (1938), 24. (1949), 25. (1950) und 29. Internationale Sechstagefahrt (1954) hier ausgetragen wurden.
Für den Wettkampf waren 330 Fahrer von 17 Motorsportverbänden der FIM gemeldet. Aus der DDR waren insgesamt 14 Fahrer gemeldet: Eine Mannschaft für die World Trophy (6 Fahrer), eine Mannschaft für die Silbervase (4 Fahrer) sowie 4 Einzelfahrer. Aufgrund der seit 1961 geltenden Düsseldorfer Beschlüsse war es DDR-Sportlern verwehrt, an der Veranstaltung teilzunehmen. – Das Allied Travel Office (welches für die Ausstellung befristeter Reisedokumente für Reisen von Bürgern der DDR in Staaten, die die DDR nicht völkerrechtlich anerkannten, zuständig war) erteilte allen keine Einreisegenehmigung ins Vereinigte Königreich.
Um die World Trophy fuhren Mannschaften aus acht Nationen. Zudem waren 16 Silbervasen-, 26 Fabrik- und 23 Club-Mannschaften am Start.
Die BRD nahm an der World Trophy sowie mit zwei Silbervasenmannschaften teil. Österreich war mit einer World-Trophy-, die Schweiz mit einer Silbervasenmannschaft am Start. Zudem nahmen sieben bundesdeutsche Clubmannschaften teil.

### 1. Tag
Von den 300 gemeldeten Fahrern nahmen 271 den Wettkampf auf.
Die erste Tagesetappe führte über 215 mi (346 km) und enthielt an Sonderprüfungen eine Beschleunigungs- sowie eine Bremsprüfung.
Nach dem ersten Fahrtag führte in der World Trophy das Team der BRD vor Italien und der Tschechoslowakei. Das österreichische Team lag auf dem 5. Platz.
In der Silbervasenwertung führte das die A-Mannschaft der BRD vor Italien und der B-Mannschaft der Tschechoslowakei. Die B-Mannschaft der BRD belegte Platz 7, die Schweizer Mannschaft Platz 14.
15 Fahrer schieden aus dem Wettbewerb aus.

### 2. Tag
Am zweiten Tag waren 280,5 mi (451 km) sowie eine Gelände- und eine Bergprüfung zu absolvieren.
Die World Trophy führte das Team der BRD vor Italien und Schweden an. Das österreichische Team lag weiter auf dem 6. Platz.
In der Silbervasenwertung führte die B-Mannschaft der BRD vor Italien und der B-Mannschaft der Tschechoslowakei. Die A-Mannschaft der BRD belegte Platz 7, die Schweizer Mannschaft den 13. Platz.
17 Fahrer schieden aus dem Wettbewerb aus.

### 3. Tag
Am dritten Tag wurde die Strecke des Vortags in umgekehrter Richtung gefahren. An Sonderprüfungen waren eine Berg- und eine Geländeprüfung zu absolvieren.
In der World Trophy führte weiter das Team der BRD vor Schweden und der Tschechoslowakei. Die österreichische Mannschaft belegte Platz 5.
Die Silbervasenwertung führte die B-Mannschaft der BRD vor der B- und A-Mannschaft der Tschechoslowakei an. Die A-Mannschaft der BRD lag auf dem 10., die Schweizer Mannschaft auf dem 11. Platz.
21 Fahrer schieden aus dem Wettbewerb aus.

### 4. Tag
Die vierte Tagesetappe war 230 mi (370 km) lang. Eine der beiden Sonderprüfungen war eine Geländeprüfung.
Am Ende des vierten Fahrtags führte in der World Trophy weiter unverändert das Team der BRD vor der Tschechoslowakei und Italien. Das österreichische Team verbesserte sich auf den 4. Platz.
In der Silbervasenwertung führte die B- vor der A-Mannschaft der Tschechoslowakei und der B-Mannschaft Großbritanniens. Die A-Mannschaft der BRD belegte Platz 8. In der bis dahin führenden B-Mannschaft der BRD schied Herbert Schek aus, das Team belegte den 10. Platz. Die Schweizer Mannschaft belegte Platz 11. In letzterer schied R. Wyss aus.
16 Fahrer schieden aus dem Wettbewerb aus.

### 5. Tag
Es war die Strecke des Vortags in entgegengesetzter Richtung zu fahren. Die Sonderprüfungen waren eine kombinierte Beschleunigungs- und Bremsprüfung sowie eine Bergprüfung.
Die Zwischenstände nach dem fünften Fahrtag: In der World Trophy führte weiter die Mannschaft der BRD vor der Tschechoslowakei und Italien. Die österreichische Mannschaft lag auf dem 4. Platz.
In der Silbervasenwertung führte unverändert die B- vor der A-Mannschaft der Tschechoslowakei und der B-Mannschaft Großbritanniens. Die A- und B-Mannschaft der BRD lagen auf dem 7. bzw. 9. Platz. Die Schweizer Mannschaft belegte Platz 11.
13 Fahrer schieden aus dem Wettbewerb aus.

### 6. Tag
Am letzten Tag wurde eine kurze Etappe über 82 mi (132 km) gefahren. Das Abschlussrennen (Geschwindigkeitstest) als letzte Sonderprüfung fand auf dem Shobdon Airfield statt. Der dort eingerichtete Rundkurs hatte eine Länge von 2,8 Kilometern. Je nach Klasse hatten die Fahrer eine bestimmte Rundenzahl (siehe Tabelle) innerhalb einer Stunde zu absolvieren.
| Klasse     | 50 cm³ | 75 cm³ | 100 cm³ | 125 cm³ | 175 cm³ | 250 cm³ | 350 cm³ | 500 cm³ | 750 cm³ | 1000 cm³ |
| ---------- | ------ | ------ | ------- | ------- | ------- | ------- | ------- | ------- | ------- | -------- |
| Rundenzahl | 18     | 21     | 23      | 24      | 28      | 29      | 30      | 31      | 31      | 31       |

Vier Fahrer schieden aus dem Wettbewerb aus. Von 271 am ersten Tag gestarteten Fahrern erreichten 185 das Ziel.

## Endergebnisse

### World Trophy
| Platz | Team                   | Strafpunkte | Gut-Punkte |
| ----- | ---------------------- | ----------- | ---------- |
| 1.    | BR Deutschland         | 0           | 3710,35    |
| 2.    | Italien                | 2           | 3735,41    |
| 3.    | Österreich             | 18          | 3602,08    |
| 4.    | Tschechoslowakei       | 100         | 3632,94    |
| 5.    | Polen                  | 416         | 3197,50    |
| 6.    | Sowjetunion            | 417         | 3244,41    |
| 7.    | Schweden               | 526,9       | 3429,34    |
| 8.    | Vereinigtes Königreich | 1459        | 2541,65    |

### Silbervase
| Platz | Team                                  | Strafpunkte | Gut-Punkte |
| ----- | ------------------------------------- | ----------- | ---------- |
| 1.    | Tschechoslowakei (B-Mannschaft)       | 0           | 2525,55    |
| 2.    | Tschechoslowakei (A-Mannschaft)       | 0           | 2513,63    |
| 3.    | Vereinigtes Königreich (B-Mannschaft) | 0           | 2442,43    |
| 4.    | Finnland                              | 0           | 2411,36    |
| 5.    | Italien                               | 1           | 2518,27    |
| 6.    | BR Deutschland (A-Mannschaft)         | 47          | 2442,98    |
| 7.    | Sowjetunion (B-Mannschaft)            | 48          | 2333,54    |
| 8.    | Niederlande (A-Mannschaft)            | 61          | 2275,30    |
| 9.    | BR Deutschland (B-Mannschaft)         | 300         | 2357,05    |
| 10.   | Schweiz                               | 385,07      | 2083,32    |
| 11.   | Schweden                              | 401         | 2007,65    |
| 12.   | Sowjetunion (A-Mannschaft)            | 421,57      | 2134,13    |
| 13.   | Vereinigtes Königreich (A-Mannschaft) | 500         | 2051,11    |
| 14.   | Polen                                 | 1118        | 1582,65    |
| 15.   | Niederlande (B-Mannschaft)            | 1139        | 1545,25    |
| 16.   | Belgien                               | 1148        | 1376,89    |

### Clubmannschaften
| Platz | Team                                   | Strafpunkte | Gut-Punkte |
| ----- | -------------------------------------- | ----------- | ---------- |
| 1.    | ADAC Gau Württemberg                   | 0           | 1774,61    |
| 2.    | Dukla Praha                            | 0           | 1807,07    |
| 3.    | ADAC Gau Hansa                         | 12          | 1709,89    |
| 4.    | Ústřední Automoklub ČSSR               | 13          | 1797,95    |
| 5.    | ADAC Gau Nordbayern (B)                | 31          | 1714,06    |
| 6.    | ADAC Gau Nordbayern (A)                | 43,67       | 1673,90    |
| 7.    | Sunbeam MCC (D)                        | 143         | 1592,60    |
| 8.    | ADAC Gau Südbayern                     | 239         | 1677,20    |
| 9.    | Sunbeam MCC (B)                        | 241         | 1514,20    |
| 10.   | Knock MC & CC Ltd.                     | 348         | 1405,48    |
| 11.   | Civil Service Motoring Association (A) | 354,10      | 1490,18    |
| 12.   | ADAC Gau Nordrhein                     | 425         | 1386,13    |
| 13.   | United States MC                       | 427         | 1367,02    |
| 14.   | Ramsey & DMC & CC                      | 478,28      | 1388,09    |
| 15.   | Sunbeam MCC (A)                        | 491         | 1275,06    |
| 16.   | Rhayader MC & LCC                      | 525         | 1350,56    |
| 17.   | DMV Landesgruppe Franken               | 536         | 1360,30    |
| 18.   | Wst Middlesex Amateur                  | 647         | 1167,60    |
| 19.   | Bury & DMC                             | 675         | 1244,87    |
| 20.   | Sunbeam MCC (C)                        | 818         | 1271,83    |
| 21.   | West Leeds MC                          | 917,06      | 946,23     |
| 22.   | Civil Service Motoring Association (B) | 959,03      | 896,25     |
| 23.   | Newport & Gwent MC                     | 1700        | 344,36     |

### Fabrikmannschaften
| Platz | Team                  | Strafpunkte | Gut-Punkte |
| ----- | --------------------- | ----------- | ---------- |
| 1.    | Moto Guzzi (B)        | 0           | 1832,97    |
| 2.    | Kreidler (B)          | 0           | 1843,09    |
| 3.    | Hercules              | 0           | 1855,32    |
| 4.    | Jawa                  | 0           | 1869,64    |
| 5.    | ČZ (B)                | 0           | 1884,62    |
| 6.    | Jawa (B)              | 0           | 1892,43    |
| 7.    | ČZ (A)                | 0           | 1920,35    |
| 8.    | Capriolo-Aeromere (B) | 0           | 1924,98    |
| 9.    | Moto Guzzi (A)        | 3           | 1819,44    |
| 10.   | Kreidler (A)          | 3           | 1925,06    |
| 11.   | Maico                 | 7           | 1742,95    |
| 12.   | Junak                 | 14          | 1723,50    |
| 13.   | Korowski-Fabrik       | 15          | 1753,63    |
| 14.   | Ijewski (A)           | 17          | 1753,87    |
| 15.   | Zündapp (A)           | 40          | 1849,53    |
| 16.   | Jawa (A)              | 100         | 1761,16    |
| 17.   | Ijewski (B)           | 210         | 1668,95    |
| 18.   | Zündapp (B)           | 300         | 1486,56    |
| 19.   | SHL (A)               | 368         | 1517,14    |
| 20.   | Gritzner              | 400         | 1265,64    |
| 21.   | Capriolo-Aeromere (A) | 400         | 1511,17    |
| 22.   | WSK                   | 543         | 1473,49    |
| 23.   | Ijewski (C)           | 608         | 1415,41    |
| 24.   | SHL (B)               | 645         | 1162,81    |
| 25.   | Jawa                  | 908         | 907,97     |
| 26.   | WFM                   | 1100        | 857,94     |